# Storesjö, Halland
Storesjö är en sjö i Laholms kommun i Halland och ingår i Lagans huvudavrinningsområde. Sjön har en area på 2,35 kvadratkilometer och ligger 45,8 meter över havet. Sjön avvattnas av vattendraget Hultån.

## Delavrinningsområde
Storesjö ingår i det delavrinningsområde (626652-134252) som SMHI kallar för Utloppet av Storesjö. Medelhöjden är 66 meter över havet och ytan är 13,66 kvadratkilometer. Det finns ett avrinningsområde uppströms, och räknas det in blir den ackumulerade arean 46,57 kvadratkilometer. Hultån som avvattnar avrinningsområdet har biflödesordning 2, vilket innebär att vattnet flödar genom totalt 2 vattendrag innan det når havet efter 24 kilometer. Avrinningsområdet består mestadels av skog (55 %) och jordbruk (16 %). Avrinningsområdet har 2,35 kvadratkilometer vattenytor vilket ger det en sjöprocent på 17,2 %.